# Маріо Сото
Маріо Сото (ісп. Mario Soto, нар. 10 липня 1950, Сантьяго) — чилійський футболіст, що грав на позиції півзахисника. По завершенні ігрової кар'єри — тренер. Футболіст року в Чилі (1982).
Виступав, зокрема, за клуби «Депортес Магальянес» та «Кобрелоа», а також національну збірну Чилі.

## Клубна кар'єра
У дорослому футболі дебютував 1969 року виступами за команду «Депортес Магальянес», в якій провів чотири сезони, взявши участь у 85 матчах чемпіонату. Більшість часу, проведеного у складі «Депортес Магальянес», був основним гравцем команди.
1974 року Маріо перейшов в інший місцевий клуб «Уніон Еспаньйола» і 1975 року з командою виграв чемпіонат Чилі і досяг фіналу Кубка Лібертадорес.
У 1977 році Сото виступав за бразильський «Палмейрас», після чого повернувся на батьківщину, перейшовши до клубу «Кобрелоа», за який відіграв 8 сезонів. Граючи у складі «Кобрелоа» також здебільшого виходив на поле в основному складі команди і тричі вигравав чемпіонат Чилі в 1980, 1982 і 1985 роках, а також двічі досягав фіналу Кубка Лібертадорес, в 1981 і 1981 роках, але тиак жодного разу і не виграв головний турнір Південної Америки. У 1982 році він був визнаний у Футболістом року в Чилі. Завершив професійну кар'єру футболіста виступами за команду «Кобрелоа» у 1985 році.

## Виступи за збірну
16 липня 1975 року дебютував в офіційних матчах у складі національної збірної Чилі в грі Кубка Америки 1975 року проти Перу (1:1). Загалом зіграв в усіх чотирьох іграх своєї команди на турнірі, де чилійці не подолали груповий етап. Натомість на наступному розіграші Кубка Америки 1979 року Сото з командою виступили значно краще, дійшовши до фіналу турніру, а сам Маріо зіграв у всіх 7 іграх.
Згодом у складі збірної був учасником чемпіонату світу 1982 року в Іспанії. Чилі на турнірі програло три матчі ФРН, Австрії та Алжиру і не вийшла з групи, а Сото зіграв всі три матчі повністю.
Востаннє в національній збірній з'явився 17 листопада 1985 року у кваліфікаційному матчі до чемпіонату світу 1986 року з Парагваєм (2:2). Загалом протягом кар'єри у національній команді, яка тривала 11 років, провів у її формі 48 матчів, забивши 1 гол.

## Кар'єра тренера
Розпочав тренерську кар'єру 2004 року, очоливши тренерський штаб клубу «Уніон Сан-Феліпе».
2005 року став головним тренером команди «Сантьяго Вондерерз», тренував команду з Вальпараїсо два роки.
Останнім місцем тренерської роботи був клуб «Кобрелоа», головним тренером команди якого Маріо Сото був протягом 2010 року.

## Титули і досягнення
- Чемпіон Чилі (4):

«Уніон Еспаньйола»: 1975
«Кобрелоа»: 1980, 1982, 1985
- Срібний призер Кубка Америки: 1979

### Індивідуальні
- Футболіст року в Чилі: 1982